# Campeonato de W Series de 2022
O Campeonato de W Series de 2022 será a terceira temporada do campeonato de automobilismo da W Series. O campeonato está aberto exclusivamente a pilotos de corrida do sexo feminino como uma série de corridas de nível de Fórmula 3 em apoio ao Campeonato Mundial de Fórmula 1 de 2022.
Jamie Chadwick é a atual campeã, tendo conquistado seu segundo título em 2021.

## Pilotos e equipes
As seguintes pilotos e equipes estão atualmente confirmadas para a temporada 2022 da W Series. Todas as equipes usarão pneus Hankook e usarão dois carros Tatuus–Alfa Romeo F3 T-318 mecanicamente idênticos com dois pilotos. As rodadas em Barcelona e Suzuka usarão carros Tatuus–Toyota FT-60 emprestados pelo organizador da Toyota Racing Series.
Todos os carros são operados pela Fine Moments, e as 'equipes' são puramente para fins de patrocínio e identificação.
| Team                                     | N.º | Pilotos           | Etapas |
| ---------------------------------------- | --- | ----------------- | ------ |
| Sirin Racing                             | 4   | Emely de Heus     | TBC    |
| Sirin Racing                             | 95  | Beitske Visser    | TBC    |
| CortDAO W Series Team                    | 5   | Fabienne Wohlwend | TBC    |
| CortDAO W Series Team                    | 19  | Marta García      | TBC    |
| Puma W Series Team                       | 7   | Emma Kimiläinen   | TBC    |
| Puma W Series Team                       | 63  | Tereza Bábíčková  | TBC    |
| Jenner Racing                            | 8   | Chloe Chambers    | TBC    |
| Jenner Racing                            | 55  | Jamie Chadwick    | TBC    |
| W Series Academy                         | 10  | Juju Noda         | TBC    |
| W Series Academy                         | 91  | Bianca Bustamante | TBC    |
| Click2Drive Bristol Street Motors Racing | 21  | Jessica Hawkins   | TBC    |
| Click2Drive Bristol Street Motors Racing | 27  | Alice Powell      | TBC    |
| Quantfury W Series Team                  | 22  | Belén García      | TBC    |
| Quantfury W Series Team                  | 32  | Nerea Martí       | TBC    |
| Scuderia W                               | 26  | Sarah Moore       | TBC    |
| Scuderia W                               | TBA | TBA               | TBC    |
| Racing X                                 | 49  | Abbi Pulling      | TBC    |
| Racing X                                 | 97  | Bruna Tomaselli   | TBC    |

### Seleção de pilotos
As oito primeiras colocadas do campeonato de 2021, assim como as duas pilotos da W Series Academy, Nerea Martí e Irina Sidorkova, garantem vaga na temporada de 2022. Mais tarde, foi confirmado que Sidorkova não competiria como resultado das restrições à participação de pilotos russos após a invasão da Ucrânia pela Rússia em 2022.
De 31 de janeiro a 4 de fevereiro, um teste de cinco dias com um carro Crawford F4-16 para 15 pilotos em potencial foi realizado no Inde Motorsports Ranch no Arizona, Estados Unidos. Participaram as seguintes pilotos:
- Madison Aust
- Júlia Ayoub
- Tereza Bábíčková
- Lindsay Brewer
- Léna Bühler
- Bianca Bustamante
- Maite Cáceres
- Chloe Chambers
- Emely de Heus
- Jorden Dolischka
- Hannah Greenemeier
- Nicole Havrda
- Jem Hepworth
- Corinna Kamper
- Lola Lovinfosse

Um segundo teste de pré-temporada ocorreu em Barcelona de 2 a 4 de março, com as nove classificadas automáticas de 2021 acompanhadas por 12 pilotos em potencial - das quais cinco tinham experiência anterior na W Series e seis estavam presentes no teste do Arizona; Juju Noda a única piloto a receber um passe livre:
- Tereza Bábíčková
- Léna Bühler
- Bianca Bustamante
- Chloe Chambers
- Emely de Heus
- Belén García
- Marta García
- Megan Gilkes
- Jessica Hawkins
- Jem Hepworth
- Juju Noda
- Bruna Tomaselli

A formação completa de pilotos foi revelada em 22 de março de 2022, com uma lista de pilotos reserva a ser anunciada posteriormente.

### Mudanças no campeonato
Embora houvesse planos iniciais para introduzir as classificações registradas pela FIA para equipes formais para a temporada após 2021 com base em equipamentos não oficiais, o campeonato deve permanecer totalmente centralizado pelo terceiro ano consecutivo, com as 'equipes' continuando a ser puramente para fins de patrocínio e identificação. A primeira dessas equipes a ser anunciada foi a Jenner Racing, de propriedade da personalidade da mídia, campeã olímpica e ex-piloto de corrida Caitlyn Jenner. Três outras entradas se juntaram ao campeonato: Click2Drive Bristol Street Motors Racing e as equipes Quantfury e CortDAO apoiadas por criptomoedas.

## Calendário
O calendário provisório foi anunciado em 27 de janeiro de 2022. A W Series continuará sua parceria com a Fórmula 1, de modo que todos os dez eventos farão parte dos finais de semana do Grande Prêmio. Um calendário atualizado foi anunciado em 30 de março de 2022, com a primeira e a última rodadas em Miami e na Cidade do México confirmadas como partidas duplas.
O calendário provisório foi anunciado em 27 de janeiro de 2022. A W Series continuará sua parceria com a Fórmula 1, de modo que todos os dez eventos farão parte dos finais de semana do Grande Prêmio. Um calendário atualizado foi anunciado em 30 de março de 2022, com a primeira e a última rodadas em Miami e na Cidade do México confirmadas como partidas duplas.
| Etapa  | Circuito                         | Data          |
| ------ | -------------------------------- | ------------- |
| 1      | Autódromo Internacional de Miami | 7 de maio     |
| 2      | Autódromo Internacional de Miami | 8 de maio     |
| 3      | Circuito de Barcelona-Catalunha  | 22 de maio    |
| 4      | Circuito de Silverstone          | 2 de julho    |
| 5      | Circuito Paul Ricard             | 24 de julho   |
| 6      | Hungaroring                      | 31 de julho   |
| 7      | Circuito Urbano de Marina Bay    | 9 de outubro  |
| 8      | Circuito das Américas            | 23 de outubro |
| 9      | Autódromo Hermanos Rodríguez     | 29 de outubro |
| 10     | Autódromo Hermanos Rodríguez     | 30 de outubro |
| Fonte: |                                  |               |

### Campeonato de pilotos
| Pos. | Piloto            | MIA1 | MIA2 | CAT | SIL | LEC | HUN | SIN | COA | MXC1 | MXC2 | Pontos |
| ---- | ----------------- | ---- | ---- | --- | --- | --- | --- | --- | --- | ---- | ---- | ------ |
| 1    | Jamie Chadwick    | 1    | 1    | 1   | 1   |     |     |     |     |      |      | 100    |
| 2    | Abbi Pulling      | 4    | 6    | 2   | 3   |     |     |     |     |      |      | 53     |
| 3    | Beitske Visser    | 3    | 7    | 5   | 5   |     |     |     |     |      |      | 41     |
| 4    | Emma Kimiläinen   | 15   | 5    | 4   | 2   |     |     |     |     |      |      | 40     |
| 5    | Alice Powell      | Ret  | 2    | 3   | 14  |     |     |     |     |      |      | 33     |
| 6    | Nerea Martí       | 6    | 3    | 8   | 9   |     |     |     |     |      |      | 29     |
| 7    | Belén García      | 7    | 4    | 7   | 8   |     |     |     |     |      |      | 28     |
| 8    | Jessica Hawkins   | 2    | Ret  | 11  | 6   |     |     |     |     |      |      | 26     |
| 9    | Fabienne Wohlwend | Ret  | 11   | 9   | 4   |     |     |     |     |      |      | 14     |
| 10   | Bruna Tomaselli   | 5    | 17   | 12  | 11  |     |     |     |     |      |      | 10     |
| 11   | Marta García      | 11   | 9    | 6   | 18  |     |     |     |     |      |      | 10     |
| 12   | Sarah Moore       | 8    | 8    | 10  | 10  |     |     |     |     |      |      | 10     |
| 13   | Abbie Eaton       | Ret  | 13   | 16  | 7   |     |     |     |     |      |      | 6      |
| 14   | Bianca Bustamante | 9    | 14   | 15  | 17  |     |     |     |     |      |      | 2      |
| 15   | Emely de Heus     | 10   | 12   | 14  | 15  |     |     |     |     |      |      | 1      |
| 16   | Chloe Chambers    | 14   | 10   | Ret | 13  |     |     |     |     |      |      | 1      |
| 17   | Juju Noda         | 12   | 15   | 13  | 16  |     |     |     |     |      |      | 0      |
| 18   | Tereza Bábíčková  | 13   | 16   | 17  | 12  |     |     |     |     |      |      | 0      |
| Pos. | Piloto            | MIA1 | MIA2 | CAT | SIL | LEC | HUN | SIN | COA | MXC1 | MXC2 | Pontos |

| Cor      | Resultado                      |
| -------- | ------------------------------ |
| Ouro     | Vencedor                       |
| Prata    | 2º lugar                       |
| Bronze   | 3º lugar                       |
| Verde    | Terminou, nos pontos           |
| Azul     | Terminou, sem pontos           |
| Azul     | Terminou, sem classificar (NC) |
| Púrpura  | Retirou-se (Ret)               |
| Vermelho | Não qualificado (NQ)           |
| Vermelho | Não pré-qualificado (NPQ)      |
| Preto    | Desqualificado (DSQ)           |
| Branco   | Não largou (NL)                |
| Branco   | Desistência (WD)               |
| Branco   | Corrida cancelada (C)          |
| Sem cor  | Não participou (NP)            |
| Sem cor  | Excluído (EX)                  |